# Pycreus oakfortensis
Pycreus oakfortensis là loài thực vật có hoa trong họ Cói. Loài này được (Boeckeler ex C.B.Clarke) C.B.Clarke miêu tả khoa học đầu tiên năm 1897.